# 相皮乡
相皮乡（藏語：སྐྱ་འབེལ་），是中华人民共和国西藏自治区昌都市贡觉县下辖的一个乡镇级行政单位。

## 行政区划
相皮乡下辖以下地区：
查然村、左玉村、左堆村、曲麦村、普雄村、宋西村、洛巴村、相皮村、解放村、夏如村、曲贡村、巴普村、桑珠荣亚中村、桑珠荣玛中村、嘎托村、麦东村、扎特村、然龙村、孜容村、杂空顶村、然玛多村、郎果村和色嘎村。